# 전주중학교
전주중학교(全州中學校)는 대한민국 전북특별자치도 전주시 덕진구 송천동1가에 있는 공립 중학교이다.

## 학교 연혁
- 1981년 12월 24일 : 북전주중학교 설립인가
- 1982년 3월 15일 : 개교(24학급 편성)
- 1984년 7월 13일 : 전주중학교로 교명 변경
- 2022년 2월 11일 : 제38회 졸업(8학급 212명) (총 13,966명)
- 2022년 9월 1일 : 제16대 안동선 교장 부임
- 2024년 3월 1일 : 2024학년도 17학급 편성(특수학급1)

## 참고 자료
- 전주중학교 - 한국교육학술정보원 학교알리미